# Ptychostomum knowltonii
Ptychostomum knowltonii là một loài Rêu trong họ Bryaceae. Loài này được (Barnes) J.R. Spence mô tả khoa học đầu tiên năm 2005.